# Esquadrão N.º 110 da RAF

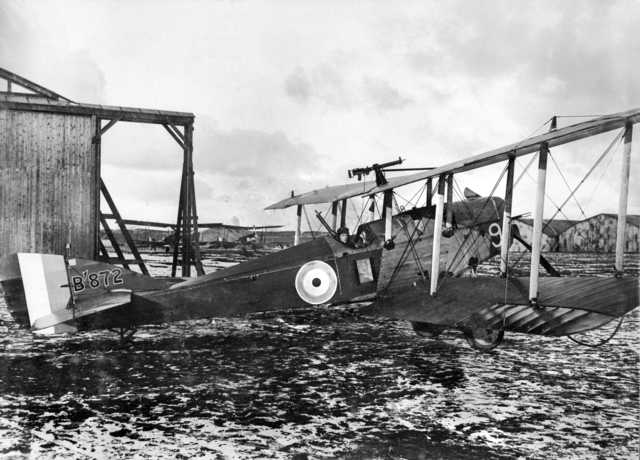
Um Martinsyde Elephant G.100, um dos primeiros aviões do esquadrão durante Primeira Guerra Mundial

O Esquadrão N.º 110 foi um esquadrão da Real Força Aérea, inicialmente criado como um esquadrão de bombardeamento durante a Primeira Guerra Mundial. Durante a Segunda Guerra Mundial foi re-criado, novamente como uma força de bombardeamento, tendo sido extinto com o final do conflito. Durante a Guerra Fria, foi formado e extinto duas vezes, primeiro como um esquadrão de transporte aéreo e depois como um esquadrão de helicópteros.